# Rex Tillerson
Rex Wayne Tillerson (Wichita Falls, 23 marzo 1952) è un dirigente d'azienda e politico statunitense.
Già amministratore delegato della compagnia petrolifera ExxonMobil, è diventato segretario di Stato degli Stati Uniti dal 1º febbraio 2017 al 31 marzo 2018 durante la prima presidenza Trump.

## Biografia
Tillerson è nato il 23 marzo 1952 a Wichita Falls, in Texas, da Patty Sue (nata Patton) e Bobby Joe Tillerson. Ha militato nei Boy Scouts of America per la maggior parte della sua vita, raggiungendo il grado di Eagle Scout nel 1965. Si è laureato in ingegneria civile presso l'Università del Texas di Austin nel 1975.

### Carriera alla ExxonMobil
Tillerson venne assunto nella compagnia petrolifera Exxon Company nel 1975 come ingegnere di produzione. Nel 1989 venne promosso a direttore generale della divisione centrale di produzione di Exxon USA. Nel 1995 divenne presidente della Exxon Yemen Inc. e della Esso Exploration.
Nel 1998 è stato nominato vice presidente di Exxon Ventures e presidente della Exxon Neftegas con responsabilità sulle operazioni in Russia e nel Mar Caspio. Nel 1999, con la fusione di Exxon e Mobil, è stato nominato vice presidente esecutivo della ExxonMobil Development Company. Il 1º gennaio 2006 Tillerson è stato eletto presidente e amministratore delegato (CEO), in seguito al ritiro di Lee Raymond.
Ha una fortuna stimata di 151 milioni di dollari nel 2016.

### Segretario di Stato
Rex Tillerson è stato raccomandato a Donald Trump per il ruolo di segretario di Stato da Condoleezza Rice durante un incontro alla fine di novembre. Il 9 dicembre i funzionari di transizione hanno riferito che era il primo candidato per la posizione, superando Mitt Romney e David Petraeus. Il 13 dicembre 2016 Trump ha annunciato che Tillerson sarà il futuro Segretario di Stato. Dal 1º febbraio 2017 Tillerson è entrato ufficialmente in carica in seguito all'approvazione della nomina da parte del Senato (56 voti a favore e 43 contrari).

Dopo una serie di tensioni tra Trump e lo staff di Tillerson, il 13 marzo 2018 il presidente Trump lo solleva dall'incarico di segretario di Stato; ha cessato il suo mandato il 31 marzo.

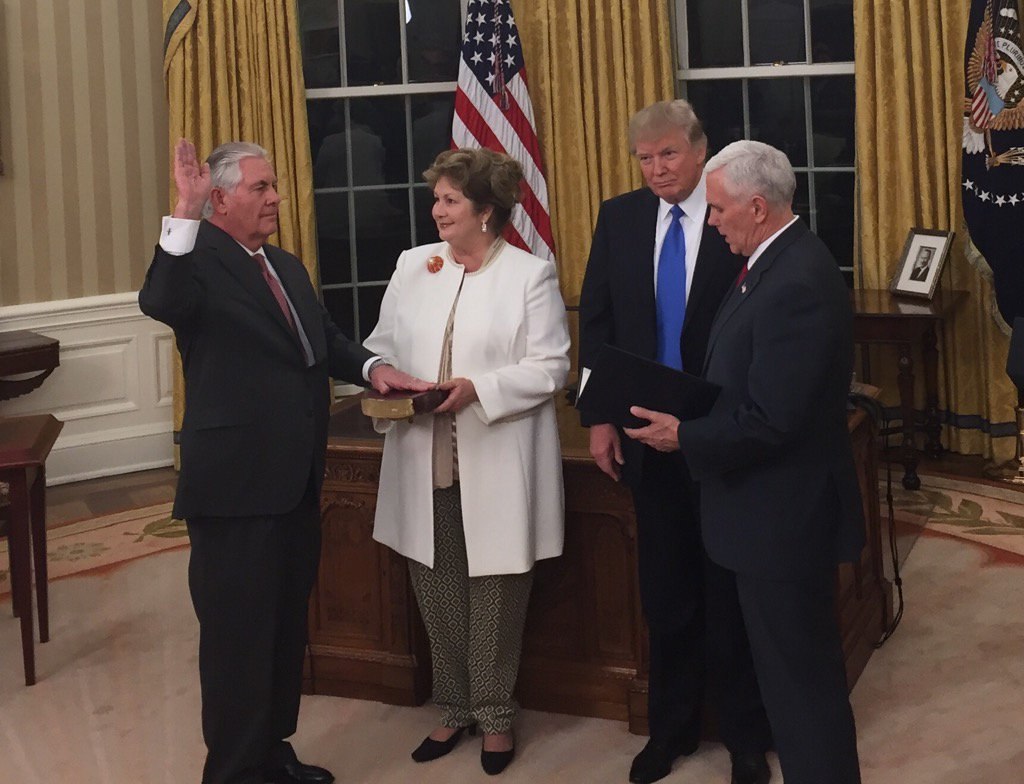
Tillerson presta giuramento all'inizio del proprio mandato come Segretario di Stato.

Il licenziamento, avvenuto di fatto prima via Twitter, ha trovato il disappunto persino del vicepresidente Mike Pence. Tillerson in seguito rivelerà al Washington Post: "È stato arduo per me venire dalla società Exxon Mobil, disciplinata e altamente orientata al processo di squadra, per andare a lavorare per un uomo che è piuttosto indisciplinato, non gli piace leggere, non legge i rapporti di briefing, non gli piace entrare nei dettagli di molte cose, ma piuttosto sentenzia semplicemente: 'Ah, io ritengo sia così.' "